# Souris marsupiale du désert
Sminthopsis psammophila
Espèce
Statut de conservation UICN

 VU B2ab(ii,iii,v); D2 : Vulnérable
Statut CITES
La Souris marsupiale du désert ou Dunnart du désert (Sminthopsis psammophila) est un petit carnivore marsupial australien.

## Répartition et habitat
On le trouve dans quatre zones distinctes des déserts de l'Australie:
- près du lac Amédée dans le Territoire du Nord,
- au sud-ouest du Grand désert de Victoria en Australie-Occidentale,
- au centre de la péninsule d'Eyre et
- dans les dunes de sable de Yellabinna en Australie-Méridionale[2].

C'est un des plus grands et des plus rares de tous les dunnarts. Il est de couleur gris à chamois et on le trouve dans les petites dunes de sable, en particulier près des touffes  d'herbe (Triodia).